# Campeonato de Castilla de Aficionados
El Campeonato Castellano de Aficionados fue una antigua competición de carácter amateur disputado entre los equipos regionales de aficionados de Castilla entre 1939 y 1987 bajo el amparo de la Real Federación Española de Fútbol (RFEF) y la Federación Regional Centro (posterior Federación Castellana de Fútbol). Pese a ello, desde 1930 se venía disputando de igual manera un campeonato que designaba al campeón regional de aficionados de la Provincia de Madrid —también conocida como Comunidad de Madrid desde 1983—, a los que se añadieron después el resto de contendientes de Castilla para formar el Campeonato Castellano.
La competición daba acceso a disputar el Campeonato de España de Aficionados, honor concedido al campeón, y en ediciones sucesivas también al subcampeón, llegando a ser conquistado en quince ocasiones por algún equipo de la región.
Durante el casi medio siglo que duró la competición antes de su disolución, se disputaron un total de cuarenta y cinco ediciones siendo el madrileño Real Madrid Club de Fútbol "C" —otrora Real Madrid de Aficionados— el equipo más laureado con un total de doce campeonatos que le permitieron posteriormente conquistar ocho campeonatos de España. El segundo club más laureado es el también equipo madrileño del Rayo Vallecano de Madrid "B" —otrora Agrupación Deportiva Rayo Vallecano de Aficionados— con un total de cinco títulos.

## Historia
El Campeonato de Castilla de Aficionados, se inició en la temporada 1939-40, siendo su primer campeón el Imperio Foot-ball Club tras vencer al Madrileño Foot-ball Club, y relevando así a la Agrupación Deportiva Tranviaria como primer campeón regional aficionado madrileño. La Federación Regional Centro —posteriormente denominada Federación Regional Castellana— estuvo al cargo de la organización de los clubes de las provincias de Madrid, Toledo, Ciudad Real, Cuenca, Guadalajara, Ávila, Segovia, Salamanca y Valladolid en las distintas competiciones oficiales, desvinculándose estas dos últimas en 1950 para pasar a la Federación Oeste, recientemente fundada.

## Formato
El Campeonato Castellano de Aficionados se jugó en algunas temporadas por sectores, es decir, Madrid, Toledo y Ciudad Real. Los campeones de cada sector jugaban una eliminatoria para dilucidar el campeón y subcampeón que habrían de jugar el Campeonato de España de Aficionados.
Al igual que el Campeonato de España, la competición fue evolucionando y variando con el paso de las décadas, hasta el punto que se instauró una normativa por la cual únicamente se permitía la participación de futbolistas menores de 23 años. 
Se disputa una fase de carácter autonómico, en la que el campeón —y subcampeón dependiendo de los cambios de formato— se clasificaba para disputar el campeonato Nacional de Aficionados.

## Historial

### Campeonato Regional Centro de Aficionados
Antes de la consolidación en 1939 como Campeonato de Castilla, donde se unificaron varias provincias, se venía disputando desde 1929-30 el Campeonato Regional Centro de Aficionados. Éste designaba al mejor equipo aficionado de las regiones del centro de España, siendo el antecedente del posterior campeonato castellano. En su primera edición resultó vencedora la Agrupación Deportiva Tranviaria, mientras que el más laureado en los primeros años fue el Imperio Foot-ball Club con dos títulos —siendo además el primer club amateur madrileño en conquistar el campeonato—.
En la primera edición participaron el Real Madrid de Aficionados, Athlétic Club de Madrid, Racing Club de Madrid, Unión Sporting Club, A. D. Tranviaria, Club Deportivo Nacional, Imperio F. C., A. D. Ferroviaria, Arenas, Guindalera y Club Deportivo Manchego. En ella las fuentes difieren entre los subcampeones: la A. D. Ferroviaria (quien disputó junto a la A. D. Tranviaria el Campeonato de España de Aficionados) o el Racing Club de Madrid, quien disputó la final regional (tras desconocerse la participación de la A. D. Ferroviaria).

### Campeonato de Castilla de Aficionados
En la temporada 1943-44 el trofeo pasa a denominarse como Copa Ernesto Cotorruelo en honor al presidente de la Federación Castellana Ernesto Cotorruelo, disputándoselas en adelante en posesión al igual que los trofeos de la Liga de Primera División y la Campeonato de Copa o Campeonato de España. El trofeo en posesión sería para el equipo que lograse vencer antes en cinco ocasiones alternas o tres consecutivas. Bajo tales efectos solo se disputaron dos Copas, recayendo ambas en el Real Madrid C. F. Aficionados al vencer cinco veces alternas y tres consecutivas respectivamente.
Tras perder la denominación de Copa Ernesto Cotorruelo en 1967-68 hubo un cambio en el formato en las temporadas 1970-71, 1971-72 y 1972-73. En ellas el campeonato se disputó bajo un formato de Liga accediendo al Campeonato de España de Aficionados el campeón y subcampeón de dicha Liga Castellana Amateur, para volver al sistema de enfrentamiento directo hasta su desaparición tras la temporada 1986-87. Otro cambio significativo se produjo de 1941-42 a 1965-66 cuando para dilucidar el campeón castellano había de enfrentarse el campeón de Madrid junto con el campeón del sector comarcal —generalmente de Valladolid, Salamanca, Ciudad Real, Ávila, León o Segovia—, siendo el vencedor de este partido el representante castellano en el campeonato nacional. 
| Temporada                                                     | Campeón                                   | Resultado                                 | Subcampeón                                | Notas                                                              |
| Campeonato Regional Centro de Aficionados                     | Campeonato Regional Centro de Aficionados | Campeonato Regional Centro de Aficionados | Campeonato Regional Centro de Aficionados | Campeonato Regional Centro de Aficionados                          |
| ------------------------------------------------------------- | ----------------------------------------- | ----------------------------------------- | ----------------------------------------- | ------------------------------------------------------------------ |
| 1929-30                                                       | A. D. Tranviaria                          | 2 - 1                                     | Racing Club                               |                                                                    |
| 1930-31                                                       | C. D. Nacional                            | 3 - 1                                     | R. S. D. Aranjuez                         |                                                                    |
| 1931-32                                                       | Imperio F. C.                             | 3 - 0                                     | Arenas S. C.                              |                                                                    |
| 1932-33                                                       | Athletic de Madrid Aficionados            | 3 - 2                                     | Imperio F. C.                             |                                                                    |
| 1933-34                                                       | A. D. Ferroviaria                         | 2 - 0                                     | S. R. El Ancora                           |                                                                    |
| 1934-35                                                       | Imperio F. C.                             | 3 - 1                                     | U. D. Salamanca                           |                                                                    |
| 1935-36                                                       | C. D. Carabanchel                         | 3 - 1                                     | A. D. Ferroviaria                         |                                                                    |
| 1936-37                                                       | No disputado por la Guerra Civil Española | No disputado por la Guerra Civil Española | No disputado por la Guerra Civil Española | No disputado por la Guerra Civil Española                          |
| 1937-38                                                       | No disputado por la Guerra Civil Española | No disputado por la Guerra Civil Española | No disputado por la Guerra Civil Española | No disputado por la Guerra Civil Española                          |
| 1938-39                                                       | No disputado por la Guerra Civil Española | No disputado por la Guerra Civil Española | No disputado por la Guerra Civil Española | No disputado por la Guerra Civil Española                          |
| Campeonato de Castilla de Aficionados                         |                                           |                                           |                                           |                                                                    |
| 1939-40                                                       | Imperio F. C.                             | 3 - 2                                     | Madrileño F. C.                           |                                                                    |
| 1940-41                                                       | S. D. Alcalá                              | 1 - 2, 4 - 1                              | Imperial C. N. S.                         |                                                                    |
| 1941-42                                                       | C. D. Mediodía                            | 3 - 0, 1 - 2                              | Española F. C.                            |                                                                    |
| 1942-43                                                       | C. D. Mediodía                            | 3 - 1, 2 - 1                              | Española F. C.                            | Disputado frente al campeón de Valladolid.                         |
| Campeonato de Castilla de Aficionados—Copa Ernesto Cotorruelo |                                           |                                           |                                           |                                                                    |
| 1943-44                                                       | C. D. Mediodía                            | 1 - 1, 5 - 3                              | Deportivo Salmantino                      | Disputado frente al campeón de Salamanca.                          |
| 1944-45                                                       | C. D. Manchego                            | 5 - 1, 0 - 3                              | A. D. Ferroviaria                         | Disputado frente al campeón de Ciudad Real.                        |
| 1945-46                                                       | A. D. Ferroviaria                         | 4 - 1, 6 - 1                              | C. D. Manchego                            | Disputado frente al campeón de Ciudad Real.                        |
| 1946-47                                                       | A. D. Ferroviaria                         | 8 - 0, 2 - 0                              | C. D. Guadalajara                         |                                                                    |
| 1947-48                                                       | U. D. Salamanca                           | 1 - 0                                     | C. D. Guadalajara                         | Disputado frente al campeón de Guadalajara.                        |
| 1948-49                                                       | C. D. Electrodo                           | 3 - 1                                     | Calvo Sotelo C. F.                        | Disputado frente al campeón de Ciudad Real.                        |
| 1949-50                                                       | C. D. Cuatro Caminos                      | 4 - 2, 5 - 1                              | C. D. Miguel del Prado                    | Disputado frente al campeón de Valladolid.                         |
| 1950-51                                                       | A. R. Chamberí                            | 1 - 0                                     | C. D. Cuatro Caminos                      | Fundación de la FROF.                                              |
| 1951-52                                                       | A. D. Ferroviaria                         | 3 - 3, 8 - 0                              | C. D. San Clemente                        | Disputado frente al campeón de Cuenca.                             |
| 1952-53                                                       | A. D. Rayo Vallecano                      | 2 - 2, 2 - 1                              | C. D. Obras Públicas                      | Disputado frente al campeón de Cuenca.                             |
| 1953-54                                                       | S. R. Boetticher y Navarro                | 1 - 1, 6 - 0                              | Manzanares C. F.                          | Disputado frente al campeón de Ciudad Real.                        |
| 1954-55                                                       | Agromán C. F.                             | 1 - 1, 7 - 0                              | Manzanares C. F.                          | Disputado frente al campeón de Ciudad Real.                        |
| 1955-56                                                       | Agromán C. F.                             | 0 - 1, 5 - 2                              | Agrupación Renfe                          | Disputado frente al campeón de Ciudad Real.                        |
| 1956-57                                                       | Villarrobledo F. J.                       | 5 - 4, 1 - 1                              | C. D. Manufacturas Metálicas M.           |                                                                    |
| 1957-58                                                       | Real Madrid C. F. Aficionados             | 1 - 0, 8 - 0                              | Daimiel C. F.                             |                                                                    |
| 1958-59                                                       | Atlético de Madrid Aficionados            | 2 - 0, 0 - 1                              | Manzanares C. F.                          |                                                                    |
| 1959-60                                                       | Real Madrid C. F. Aficionados             | 2 - 1, 8 - 3                              | Tomelloso C. F.                           |                                                                    |
| 1960-61                                                       | R. C. D. Carabanchel                      | 1 - 1, 1 - 0                              | Tomelloso C. F.                           |                                                                    |
| 1961-62                                                       | Real Madrid C. F. Aficionados             | 3 - 1, 5 - 1                              | GEMA Almadén                              |                                                                    |
| 1962-63                                                       | Real Madrid C. F. Aficionados             | 4 - 2, 5 - 0                              | C. D. Toledo                              |                                                                    |
| 1963-64                                                       | Real Madrid C. F. Aficionados             | 3 - 0, 10 - 0                             | GEMA Almadén                              |                                                                    |
| 1964-65                                                       | Real Madrid C. F. Aficionados             | 5 - 1, 5 - 0                              | C. D. Almoradiel                          |                                                                    |
| 1965-66                                                       | Real Madrid C. F. Aficionados             | 1 - 3, 2 - 0                              | C. D. Villacañas                          |                                                                    |
| 1966-67                                                       | Real Madrid C. F. Aficionados             | 4 - 0                                     | C. D. Leganés                             |                                                                    |
| Campeonato de Castilla de Aficionados                         |                                           |                                           |                                           |                                                                    |
| 1967-68                                                       | Rayo Vallecano Aficionados                | 6 - 0                                     | A. D. Torrejón                            |                                                                    |
| 1968-69                                                       | C. D. Cuatro Caminos                      | 2 - 1                                     | Getafe Deportivo                          |                                                                    |
| 1969-70                                                       | Real Madrid C. F. Aficionados             | 3 - 1                                     | C. D. Leganés                             |                                                                    |
| 1970-71                                                       | Rayo Vallecano Aficionados                | Liga                                      | Real Madrid C. F. Aficionados             | Se juega una liga de 14 equipos y clasifican los dos primeros.     |
| 1971-72                                                       | Atlético de Madrid Aficionados            | Liga                                      | Real Madrid C. F. Aficionados             | Se juega una liga de 12 equipos y clasifican los dos primeros.     |
| 1972-73                                                       | Rayo Vallecano Aficionados                | Liga                                      | Real Madrid C. F. Aficionados             | Se juega una liga de 6 equipos y clasifican los dos primeros.      |
| 1973-74                                                       | A. D. Torrejón                            | 3-2                                       | R. S. D. Alcalá                           | Juegan los campeones de cada sector de las Regionales Preferentes. |
| 1974-75                                                       | Talavera C. F.                            | Liga                                      | C. D. Manchego                            |                                                                    |
| 1975-76                                                       | C. D. Guadalajara                         | 0 - 0 (pen)                               | C. D. Leganés                             |                                                                    |
| 1976-77                                                       | A. D. Alcorcón                            | 1 - 2, 4 - 2                              | C. D. Toledo                              |                                                                    |
| 1977-78                                                       | Real Madrid C. F. Aficionados             | 2 - 0, 2 - 1                              | Real Ávila C. F.                          |                                                                    |
| 1978-79                                                       | U. B. Conquense                           | -                                         | A. D. Alcorcón                            |                                                                    |
| Campeonato de Castilla de Aficionados Sub-23                  |                                           |                                           |                                           |                                                                    |
| 1979-80                                                       | Real Madrid C. F. Aficionados             | 3 - 3 (pen)                               | Atlético de Madrid Aficionados            |                                                                    |
| 1980-81                                                       | Real Madrid C. F. Aficionados             | 3 - 0                                     | C. D. Fuensalida                          |                                                                    |
| 1981-82                                                       | Rayo Vallecano Aficionados                | 3 - 1                                     | U. D. Santa Bárbara                       |                                                                    |
| 1982-83                                                       | A. D. Legamar                             | 1 - 0                                     | A. D. Torrejón                            |                                                                    |
| 1983-84                                                       | C. D. Toledo                              | 2 - 1                                     | R. C. D. Carabanchel                      |                                                                    |
| 1984-85                                                       | U. D. Santa Bárbara                       | 2 - 1                                     | Rayo Vallecano Aficionados                |                                                                    |
| 1985-86                                                       | Getafe C. F.                              | -                                         | A. D. San Agustín                         |                                                                    |
| 1986-87                                                       | A. D. San Agustín                         | -                                         | E. F. Concepción                          |                                                                    |

## Palmarés
| Equipo                           | Campeón | Subcampeón | Año de campeonatos                                                                                         |
| -------------------------------- | ------- | ---------- | --- |
| Real Madrid C. F. Aficionados    | 12      | 3          | 1957-58, 1959-60, 1961-62, 1962-63, 1963-64, 1964-65, 1965-66, 1966-67, 1969-70, 1977-78, 1979-80, 1980-81 |
| A. D. Rayo Vallecano Aficionados | 5       | 2          | 1952-53, 1967-68, 1970-71, 1972-73, 1981-82                                                                |
| A. D. Ferroviaria                | 3       | 1          | 1945-46, 1946-47, 1951-52                                                                                  |
| Imperio C. F.                    | 3       | 1          | 1931-32, 1934-35, 1939-40                                                                                  |
| Atlético de Madrid Aficionados   | 3       | 1          | 1932-33, 1958-59, 1971-72                                                                                  |
| C. D. Mediodía                   | 3       | -          | 1941-42, 1942-43, 1943-44                                                                                  |
| R. C. D. Carabanchel             | 2       | 1          | 1935-36, 1960-61                                                                                           |
| C. D. Cuatro Caminos             | 2       | 1          | 1949-50, 1968-69                                                                                           |
| Agromán C. F.                    | 2       | -          | 1954-55, 1955-56                                                                                           |
| A. D. Tranviaria                 | 1       | -          | 1929-30 |
| C. D. Nacional de Madrid         | 1       | -          | 1930-31 |
| R. S. D. Alcalá                  | 1       | -          | 1940-41 |
| U. D. Salamanca                  | 1       | 2          | 1947-48 |
| C. D. Electrodo                  | 1       | -          | 1948-49 |
| A. R. Chamberí                   | 1       | -          | 1950-51 |
| S. R. Villaverde Boetticher      | 1       | -          | 1953-54 |
| Villarrobledo F. J.              | 1       | -          | 1956-57 |
| A. D. Torrejón                   | 1       | 1          | 1973-74 |
| Talavera C. F.                   | 1       | 1          | 1974-75 |
| C. D. Guadalajara                | 1       | 2          | 1975-76 |
| A. D. Alcorcón                   | 1       | 1          | 1976-77 |
| U. B. Conquense                  | 1       | -          | 1978-79 |
| A. D. Legamar                    | 1       | -          | 1982-83 |
| C. D. Toledo                     | 1       | 2          | 1983-84 |
| U. D. Santa Bárbara              | 1       | 1          | 1984-85 |
| Getafe C. F. / Getafe Deportivo* | 1       | 1          | 1985-86 |
| A. D. San Agustín                | 1       | 1          | 1986-87 |
| TOTAL                            | 55      | 55         | |

(*) Al Getafe Club de Fútbol se le ha sumado un subcampeonato conseguido por su antecesor el Club Getafe Deportivo.